# Laurel Hubbard
Laurel Hubbard (Auckland, 9 febbraio 1978) è una sollevatrice neozelandese.
È la prima atleta apertamente transgender a partecipare ai Giochi olimpici, esordendo nella categoria femminile a Tokyo 2020, nonché la prima neozelandese a salire sul podio dei campionati mondiali di sollevamento pesi.

## Biografia
Laurel nacque il 9 febbraio 1978 ad Auckland, in Nuova Zelanda. Iniziò a competere nelle categorie maschili di sollevamento pesi attorno ai 20 anni, tuttavia abbandonò lo sport quando ne raggiunse 23. Nel 2012 l'atleta ha iniziato a farsi chiamare Laurel, intraprendendo poi un percorso di affermazione di genere. Nel 2020 ha partecipato per la prima volta alle olimpiadi, divenendo la prima atleta apertamente transgender a parteciparvi.

### Carriera sportiva
Nel 1998 segnò un record nazionale giovanile nella categoria maschile, successivamente superato da David Liti. Nel 2012 Hubbard ha amministrato come direttrice esecutiva la Nuova Zelanda al campionato olimpico di sollevamento pesi. Durante gli anni successivi, Laurel è rientrata nei criteri per poter partecipare nelle competizioni femminili, alle quali d'allora ha iniziato a partecipare.
Nel 2017 arrivò al secondo posto nella categoria oltre 90 kg. (pesi supermassimi) ai campionati mondiali di sollevamento pesi di Anaheim, scoprendosi poi la prima neozelandese a raggiungere questo traguardo. Si è qualificata ai Giochi del Commonwealth del 2018, ma si è dovuta ritirare a causa di un infortunio. Ha vinto due medaglie d'oro ai Giochi del Pacifico 2019, seguite dall'ennesimo primo posto alla coppa del mondo di sollevamento pesi Roma 2020. Il 21 giugno 2021 è stata selezionata per rappresentare la sua nazione ai Giochi della XXXII Olimpiade.

## Palmarès
| Anno | Manifestazione            | Sede       | Evento            | Risultato | Prestazione | Note   |
| ---- | ------------------------- | ---------- | ----------------- | --------- | ----------- | ------ |
| 2017 | Oceaniani                 | Gold Coast | Sollevamento pesi | Oro       | 273         |        |
| 2017 | Commonwealth Championship | Gold Coast | Sollevamento pesi | Oro       | 273         |        |
| 2017 | Mondiali                  | Anaheim    | Sollevamento pesi | Argento   | 275         |        |
| 2019 | Oceaniani                 | Apia       | Sollevamento pesi | Oro       | 268         | [ 15 ] |
| 2019 | Giochi del Pacifico       | Apia       | Sollevamento pesi | Oro       | 268         | [ 16 ] |
| 2019 | Commonwealth Championship | Apia       | Sollevamento pesi | Oro       | 268         | [ 17 ] |
| 2019 | Arafura Games             | Auckland   | Sollevamento pesi | Oro       | 280         |        |
| 2019 | Mondiali                  | Pattaya    | Sollevamento pesi | 6ª        | 285         |        |
| 2020 | Coppa del Mondo           | Roma       | Sollevamento pesi | Oro       | 270         | [ 14 ] |
| 2021 | Giochi olimpici           | Tokyo      | Sollevamento pesi | N.C.      | –           | [ 18 ] |